# Гриц, Виктор Соломонович
Ви́ктор Соломо́нович Гриц (8 июня 1907, Сухум — 2 марта 1980, Москва) — советский коннозаводчик, историк коннозаводства. Специалист в орловской рысистой породе легкоупряжных лошадей; около двадцати лет работал старшим зоотехником Хреновского конного завода. В 1954—1974 годах — главный зоотехник Главного управления конных заводов Министерства совхозов СССР (с 1957 года — РСФСР).

## Биография
Виктор Гриц родился 8 июня 1907 года в Сухуме в еврейской семье. Отец, Соломон Семёнович Гриц, был членом Сухумского сельскохозяйственного общества.
В 1915—1921 годах учился в Сухумском реальном училище. В 1923 году окончил Сухумский индустриальный техникум. В 1927 году окончил агрономический факультет Азербайджанского сельскохозяйственного института в Баку. В 1929 году окончил Московский зоотехнический институт.
В 1928—1930 годах был ответственным секретарём журнала «Коневодство и коннозаводство» в Москве. В 1930—1932 годах работал инструктором главного управления госхозов Министерства скотоводства и земледелия Монгольской Народной Республики в Улан-Баторе. В 1933—1934 годах был старшим зоотехником управления коневодства Наркомата земледелия СССР.
С 1934 по 1954 год работал старшим зоотехником Хреновского конного завода в Воронежской области. В марте 1938 года был необоснованно репрессирован, в ноябре 1939 года освобождён. С Виктором Грицем связаны все успехи Хреновского конного завода 1930—1950-х годов, эвакуация лошадей во время Второй мировой войны на Урал и возвращение их обратно в Хреновое. Во время работы Грица на Хреновском конном заводе были получены выдающиеся орловские рысаки Мох (2.06,1), Морской Прибой (2.04,5), Былая Мечта (2.09,4), Великодушный и другие. Виктор Гриц считался одним из самых известных знатоков и пропагандистов орловской рысистой породы лошадей в мире.
В 1954 году возвратился в Москву и до 1974 года был главным зоотехником Главного управления конных заводов Министерства совхозов СССР (с 1957 года — РСФСР).
С 1974 года работал начальником производственного отдела Центрального Московского ипподрома.
Умер 2 марта 1980 года в Москве.

### Семья и родственные связи
- Отец — Соломон Семёнович Гриц, член Сухумского сельскохозяйственного общества (1904—1916).
- Брат — Анисим Соломонович Гриц (1899—1953), врач-отоларинголог, заведующий отделением болезней уха, горла и носа Сухумской городской  больницы. Был дружен с Самуилом Маршаком, который останавливался у него в Сухуме[2][2][3].
  - Племянник — Юрий Анисимович Гриц (1927—2002), советский инженер-электрик по автоматике и телемеханике. Эмигрировал в Израиль[3].
    - Внучатый племянник (внук брата Анисима) — Борис Юрьевич Гриц (род. 1968[4]), российский и израильский физик. 23 октября 2017 года совершил покушение на ведущую радиостанции «Эхо Москвы» Татьяну Фельгенгауэр.
- Брат — Теодор Соломонович Гриц (1905—1959), советский детский писатель, литературовед, историк искусства, переводчик с английского языка.
  - Невестка (жена брата Теодора) — Фиалка Давидовна Штеренберг (1910—1995), советский и российский художник, искусствовед, историк искусства. Дочь художника Давида Штеренберга.

## Почётные звания
- Заслуженный зоотехник РСФСР[1]

## Память
- В 2023 году на Раменском ипподроме был проведён Мемориал Виктора Соломоновича Грица[5]

### Книги
- Гриц В. С., Чебаевский В. Ф. Родина орловского рысака. К 175-летию государственного Хреновского конного завода. — М.: Сельхозгиз, 1952. — 192 с.
- Гриц В. С., Щекин В. А. Хреновской государственный конный завод в прошлом и настоящем / Под редакцией профессора В. О. Витта. — М.: Сельхозгиз, 1955. — 272 с.
- Гриц В. С., Щекин В. А. Хреновской государственный конный завод / Под редакцией профессора В. О. Витта. — Пермь: Книжный мир, 2011. — 230 с. — ISBN 978-5-904-89007-0.